# Bernabé Dalmau i Ribalta
Bernabé (Ramon) Dalmau i Ribalta (Igualada, 1944) és monjo de Montserrat, ha publicat desenes de llibres i dirigeix la revista Documents d'Església.
Després de fer d'escolà, ingressà al monestir el 1960, quan tenia 16 anys. Acabats els estudis eclesiàstics a Montserrat, els amplià a Estrasburg, on es llicencià en Teologia i en Dret Canònic. Ha exercit gairebé sempre l'activitat a Montserrat, especialment en el camp de les publicacions, de l'ensenyament i de la pastoral. Ha estat implicat en activitats de l'Església catalana, sobretot en el camp de la litúrgia i en la difusió de textos magisterials. Ha traduït els documents del Concili Vaticà II i el principals dels pontificats de Joan Pau II, de Benet XVI i de Francesc. Ha col·laborat en les edicions catalanes del Codi de dret canònic (1983) i del Catecisme de l'Església catòlica (1993). Ha publicat diverses obres de divulgació religiosa. Políticament es defineix com a catalanista.

## Obra publicada
- DALMAU, Bernabé. Santoral. Barcelona: Abadia de Montserrat, 1991. ASIN B00GZYONUI
- DALMAU, Bernabé. Léxico de espiritualidad benedictina. 1995 {{ISBN|978-8486407292}}
- DALMAU, Bernabé. La pregària en família. Barcelona: Abadia de Montserrat, 2001.
- DALMAU, Bernabé. Què és la missa?. Barcelona: Abadia de Montserrat, 2003.
- DALMAU, Bernabé. Els sants de cada dia. Barcelona: Abadia de Montserrat, 2004.
- DALMAU, Bernabé. Què és el sagrament de la penitència?. Barcelona: Abadia de Montserrat, 2004. {{ISBN|978-8474676846}}
- DALMAU, Bernabé. Viure la Setmana Santa. Barcelona: Abadia de Montserrat, 2004. {{ISBN|978-8484155874}}.
- DALMAU, Bernabé. Església catalana 1995-2004: Del Concili Tarraconense al bisbat de Sant Feliu. Barcelona: Abadia de Montserrat, 2005. ISBN 978-8484156918
- DALMAU, Bernabé. Què va dir el Concili Vaticà II sobre Litúrgia. Barcelona: CPL, 2006. ISBN 978-8498051445
- DALMAU, Bernabé. Viure l'Advent. Barcelona: CPL, 2006. ISBN 978-8498051483
- DALMAU, Bernabé. El diumenge. Barcelona: CPL, 2008. ISBN 978-8498052992.
- DALMAU, Bernabé. El Santoral del Papa Benet. Barcelona: Abadia de Montserrat, 2008. ISBN 978-8498830149.
- DALMAU, Bernabé. Viure amb fe, esperança i caritat. Cassià M. Just. Barcelona: Abadia de Montserrat, 2008. ISBN 978-8498830200.
- DALMAU, Bernabé. Al capvespre t'examinaran en l'amor. Barcelona: Abadia de Montserrat, 2009. {{ISBN|978-8498831344}}
- DALMAU, Bernabé. Envellir amb dignitat. Barcelona: Abadia de Montserrat, 2010. ISBN 978-8498832396.
- DALMAU, Bernabé. El Santoral litúrgic de Catalunya. Barcelona: Abadia de Montserrat, 2010. ISBN 978-8498832396
- DALMAU, Bernabé. 25 anys de les "Arrels cristianes de Catalunya". Barcelona: Abadia de Montserrat, 2010. {{ISBN|978-8498833225}}
- DALMAU, Bernabé. L'Any de la Fe. 12 catequesis per a viure'l. Barcelona: Abadia de Montserrat, 2012. ISBN 9788498834987.
- DALMAU, Bernabé. Cercar Déu a Montserrat. Barcelona: Abadia de Montserrat, 2012.
- DALMAU, Bernabé. Josep M. Cardona o l'amor sense mesura. Barcelona: Abadia de Montserrat, 2012. {{ISBN|978-8498834109}}
- DALMAU, Bernabé. Els documents del Concili Vaticà II. Barcelona: Abadia de Montserrat, 2012. {{ISBN|9788498835229}}.
- DALMAU, Bernabé. Benet de Núrsia. Barcelona: Abadia de Montserrat, 2013. {{ISBN|9788498835663}}.
- DALMAU, Bernabé. Les floretes del Papa Francesc. Barcelona: Abadia de Montserrat, 2014. ISBN 9788498837315.
- DALMAU, Bernabé. Els màrtirs de Montserrat. Barcelona: Abadia de Montserrat, 2013. ISBN 978-8498836035.
- DALMAU, Bernabé. Viure l'any litúrgic de la mà del Concili Vaticà II. Barcelona: Abadia de Montserrat, 2013. {{ISBN|978-8498835588}}
- DALMAU, Bernabé. L'impacte del Papa Francesc. Barcelona: Abadia de Montserrat, 2014. ISBN 9788498836936.
- DALMAU, Bernabé. Entre Montserrat i Guatemala. Cartes Creuades. Barcelona: Abadia de Montserrat, 2014. ISBN 9788498836639.
- DALMAU, Bernabé. Sant Joan XXIII i la pau del món. Barcelona: Abadia de Montserrat, 2014. {{ISBN|9788498836585}}.
- DALMAU, Bernabé. Pregàries d'avui i de sempre. Barcelona: Abadia de Montserrat, 2015. ISBN 9788498837490.
- DALMAU, Bernabé. Óscar Romero, bisbe dels pobres. Barcelona: Centre de Pastoral Litúrgica, 2015. {{ISBN|9788498058123}}.
- DALMAU, Bernabé. Manual cristià d'autoestima. Barcelona: Abadia de Montserrat, 2016. {{ISBN 978-8498838169}}
- DALMAU, Bernabé. El dol. Barcelona: Abadia de Montserrat, 2016. {{ISBN 978-8498838787}}
- DALMAU, Bernabé. Alimentació i vida espiritual. Barcelona: Abadia de Montserrat, 2018. {{ISBN 978-8498839739}}